# Кукарская волость
Кука́рская волость — административно-территориальная единица в составе Яранского уезда.
Административный центр — слобода Кукарка.

## История
Волость была образована в ходе реформы 1861 года.
Ныне территория бывшей Кукарской волости входит в Советский район Кировской области.

## Административное деление
В 1920 году в состав Кукарской волости входили следующие сельсоветы: Петропавловский, Ильинский и др.